# Фонтана, Доминик Джозеф
Домини́к Джо́зеф Фонта́на (англ. Dominic Joseph Fontana, более известный как "Ди Джей Фонтана" (англ. D. J. Fontana); 15 марта 1931, Шривпорт, штат Луизиана — 13 июня 2018) — американский музыкант, получивший известность как барабанщик Элвиса Пресли.

## Биография
Был нанят фирмой  "Louisiana Hayride" для работы барабанщиком на его радиопередаче ночью субботы (субботние выпуски передачи).
В октябре 1954 года он был нанят для игры на барабанах для Элвиса Пресли, который начал свою музыкальную деятельность в те годы. По телевидению D.J. Fontana участвовал в концерте '68 Comeback Special.
D. J. Fontana участвовал в фильмах, в которых Элвис Пресли исполнял главные роли:
- Любить тебя (1957)
- Тюремный рок (1957)
- Кинг Креол (1958)
- Солдатский блюз (1960)

В 1983 году D.J. Fontana издал  иллюстрированную книгу «Д. Дж. Фонтана помнит Элвиса» о его годах работы с Элвисом Пресли.
D. J. Fontana за вклад в жанр рок-н-ролла был включён в «Зал известности рокабилли».
В 2016 году журнал «Rolling Stone» включил его в свой список величайших барабанщиков всех времён, поместив его на 13-е место.